# Giancarlo Vecerrica
Giancarlo Vecerrica (Tolentino, 26 luglio 1940) è un vescovo cattolico italiano, dal 18 marzo 2016 vescovo emerito di Fabriano-Matelica.

## Biografia
Nasce a Tolentino, allora sede vescovile in provincia di Macerata, il 26 luglio 1940.

### Ministero sacerdotale
Frequenta gli studi liceali, filosofici e teologici presso il seminario di Macerata, mentre consegue il diploma di specializzazione in pedagogia catechetica al Pontificio Ateneo Salesiano.
Il 22 maggio 1965 è ordinato presbitero, nella cattedrale di Macerata, dal cardinale Fernando Cento per la diocesi di Tolentino, allora unita aeque principaliter a quella di Macerata.
Dopo l'ordinazione è viceparroco della parrocchia dell'Immacolata a Macerata, dal 1965 al 1973; viceassistente della FUCI, dal 1966 al 1970 e docente di religione al liceo classico "Giacomo Leopardi" di Macerata, dal 1970 al 1998. Nel 1973 è nominato cappellano del convitto nazionale di Macerata e nel 1975 responsabile regionale di Comunione e Liberazione. Dal 1985 al 1996 ricopre l'incarico di responsabile della consulta di pastorale giovanile di Macerata.
Dal 1997 è segretario generale della curia di Macerata e della commissione presbiterale regionale, membro della commissione presbiterale nazionale e rettore della chiesa di Santa Maria della Porta, dove ha sede la cappellania universitaria.
Il 18 ottobre 2002 è nominato cappellano di Sua Santità da papa Giovanni Paolo II.

#### Pellegrinaggio Macerata-Loreto
Nel 1978, quando era un giovane insegnante di religione a Macerata, propone ai suoi studenti e a quelli di altre scuole un pellegrinaggio a piedi da Macerata a Loreto come gesto di ringraziamento alla Madonna, riprendendo così un'antica tradizione mariana perduta da lungo tempo. Da allora il pellegrinaggio Macerata-Loreto viene riproposto ogni anno a tutti all'inizio di giugno con un percorso che si prolunga per 28 km e che si svolge senza soste di notte.
Attualmente tale pellegrinaggio vede la partecipazione di oltre 100.000 persone diventando così il pellegrinaggio a piedi con il più alto numero di partecipanti in Italia ed anche il più famoso ed importante d'Italia. Nel 1993 ha visto la partecipazione di papa Giovanni Paolo II. Questo atto di devozione è sempre guidato attraverso un sistema di comunicazioni radio ed altoparlanti da monsignor Giancarlo Vecerrica.
In altre parti delle Marche e d'Italia imitando l'iniziativa di monsignor Giancarlo Vecerrica, dal 1978 ad oggi, sono rinati o sono sorti pellegrinaggi a piedi, ridando vita ad un'usanza ormai perduta in Italia. Oggi questo tipo di pellegrinaggio è in costante espansione, sia come partecipanti alle singole iniziative, sia come numero delle iniziative stesse.

### Ministero episcopale
Il 30 dicembre 2002 papa Giovanni Paolo II lo nomina vescovo di Fabriano-Matelica; succede a Luigi Scuppi, deceduto il 26 novembre 2001. Il 22 febbraio 2003 riceve l'ordinazione episcopale, nella cattedrale di Fabriano, dal vescovo Luigi Conti (poi arcivescovo), co-consacranti gli arcivescovi Paolo Romeo ed Angelo Comastri (poi entrambi cardinali). Durante la stessa celebrazione prende possesso della diocesi.
Il 9 gennaio 2004 è nominato amministratore apostolico sede plena dell'arcidiocesi di Camerino-San Severino Marche a causa delle cattive condizioni di salute dell'arcivescovo Angelo Fagiani, le cui dimissioni vengono accolte il 3 settembre 2007 da papa Benedetto XVI, che nomina suo successore Francesco Giovanni Brugnaro, fino ad allora osservatore permanente della Santa Sede presso l'Organizzazione mondiale del turismo. Contestualmente il vescovo Vecerrica diventa amministratore apostolico sede vacante dell'arcidiocesi fino all'ingresso del nuovo arcivescovo, avvenuto il 28 ottobre seguente.
Il 18 marzo 2016 papa Francesco accetta la sua rinuncia al governo pastorale della diocesi di Fabriano-Matelica, presentata per raggiunti limiti d'età; gli succede Stefano Russo, del clero di Ascoli Piceno. Rimane amministratore apostolico della diocesi fino all'ingresso del successore, avvenuto il 18 giugno seguente.

## Genealogia episcopale
La genealogia episcopale è:
- Cardinale Scipione Rebiba
- Cardinale Giulio Antonio Santori
- Cardinale Girolamo Bernerio, O.P.
- Arcivescovo Galeazzo Sanvitale
- Cardinale Ludovico Ludovisi
- Cardinale Luigi Caetani
- Cardinale Ulderico Carpegna
- Cardinale Paluzzo Paluzzi Altieri degli Albertoni
- Papa Benedetto XIII
- Papa Benedetto XIV
- Papa Clemente XIII
- Cardinale Bernardino Giraud
- Cardinale Alessandro Mattei
- Cardinale Pietro Francesco Galleffi
- Cardinale Giacomo Filippo Fransoni
- Cardinale Carlo Sacconi
- Cardinale Edward Henry Howard
- Cardinale Mariano Rampolla del Tindaro
- Cardinale Gennaro Granito Pignatelli di Belmonte
- Cardinale Pietro Boetto, S.I.
- Cardinale Giuseppe Siri
- Cardinale Giacomo Lercaro
- Vescovo Gilberto Baroni
- Cardinale Camillo Ruini
- Arcivescovo Luigi Conti
- Vescovo Giancarlo Vecerrica